# Enrique XIII de Baviera
Enrique XIII de Baviera, miembro de la dinastía de los Wittelsbach (19 de noviembre de 1235-3 de febrero de 1290, Burghausen) duque de la Baja Baviera. Igualmente recibió el nombre de Enrique I duque de Baviera.
Era el hijo menor del duque Otón II de Baviera y la condesa del Electorado Palatino Inés de Brunswick. 
En 1254, sucedió a su padre junto con su hermano Luis II en Baviera y el Palatinado. Los hermanos dividieron sus tierras en 1255 en contra de la ley. Enrique recibió Baja Baviera y Luis Alta Baviera y el Palatinado. Fue la primera de muchas divisiones del ducado. Enrique residía en Landshut y, en 1255, se inició el trabajo para el castillo principal del Castillo de Burghausen.
Como la división del ducado estaba en contra de la ley, provocó la ira de los obispos de Baviera que se aliaron con Otakar II de Bohemia en 1257. En agosto de 1257, Otakar invadió Baviera, pero Enrique y Luis consiguieron repeler el ataque. Fue una de las raras acciones concertadas y armoniosas de ambos hermanos, que a menudo discutían. Enrique más adelante, también tuvo que pelear varias veces contra el arzobispado de Salzburgo, y el obispo de Passau. Durante el conflicto del rey Rodolfo I de Habsburgo con Otakar II, el duque Enrique cambió varias veces la lealtad.
Enrique XIII fue sucedido por su hijo mayor Otón III, que también se convirtió en rey de Hungría. La rama de Enrique se extinguió en 1340 y fue heredado por el hijo de Luis, el emperador Luis IV.

## Matrimonio y descendencia
En 1250, Enrique se casó con Isabel de Hungría, hija del rey Bela IV de Hungría y María Láscarina. La pareja estuvo casada durante veintiún años y tuvo diez hijos:
- Inés de Wittelsbach (enero de 1254-20 de octubre de 1315). Se incorporó al cisterciense Monasterio en Seligenthal como monja.
- Inés de Wittelsbach (17 de julio de 1255-10 de mayo de 1260). Ella compartió su nombre con su hermana mayor.
- Inés de Wittelsbach (29 de octubre de 1256-16 de noviembre de 1260). Ella compartió el nombre con sus dos hermanas mayores.
- Isabel de Wittelsbach (23 de abril de 1258-8 de agosto de 1314). Ingresó en el monasterio cisterciense de Seligenthal como monja.
- Otón III duque de Baviera (11 de febrero de 1261-9 de noviembre de 1312).
- Enrique de Wittelsbach (23 de febrero de 1262-16 de septiembre de 1280).
- Sofía de Wittelsbach (c. 1264-4 de febrero de 1282). Casada con Poppo VIII, Conde de Henneberg.
- Catalina de Wittelsbach (9 de junio de 1267-9 de enero de 1310). Casada con Federico Tuta, Margrave de Meissen.
- Luis III, duque de Baviera (9 de octubre de 1269-9 de octubre de 1296).
- Esteban I de Baviera (14 de marzo de 1271-10 de diciembre de 1310).

| Predecesor: Otón II | Duque de Baja Baviera 1253 - 1290 | Sucesor: Otón III |